# Svínoy
Svínoy (wym. [ˈsvʊinɔi] lub [ˈsvʊinɪ], duń. Svinø) – jedna z wysp znajdująca się w archipelagu Wysp Owczych, położonym na Morzu Norweskim terytorium zależnym Królestwa Danii. Podobnie, jak pozostałe wyspy Svínoy ma pochodzenie wulkaniczne. Jej powierzchnia wynosi 27,4 km², i zamieszkuje ją, według danych z roku 2013, 31 ludzi.
Na Svínoy jest tylko jedna osada, o tej samej nazwie, co wyspa i żyją tam wszyscy jej mieszkańcy.

## Geografia i geologia
Svínoy jest położona w północno-wschodniej części Wysp Owczych, a najbliższymi lądami w jej pobliżu są: Fugloy, Borðoy i Viðoy. Zajmuje ona niewiele ponad 27 km² powierzchni, co czyni ją dziesiątą pod względem wielkości wyspą archipelagu. Od północy wyspę opływają wody fiordu Fugloyarfjørður, od zachodu Svínoyarfjørður, a od południa i wschodu wody Morza Norweskiego. W połowie wybrzeża wschodniego znajduje się zatoka Svínoyarvík.
Rzeźba terenu wyspy jest zróżnicowana. W zachodniej części fragmentu północnego znajduje się wzniesienie Keldufjall o wysokości 461 m n.p.m., którego zbocza po stronie fiordu Svínoyarfjørður są bardzo strome. Zbocza w pozostałych opadające w pozostałych kierunkach są znacznie łagodniejsze. Na północ od Keldufjall znajduje się dolina Vatnsdalur, a na wshcód Yvir á Dal. Dalej na wschód teren znów się wznosi do ponad 320 m n.p.m., a następnie ostrym klifem upada ku morzu.
Dolina Svínoyareiði rozdziela wzniesienia północnej części wyspy od tych leżących na południu. Jest to stosunkowo płaska dolina położona poniżej 40 m n.p.m., która umożliwiła rozwój osadnictwa na wyspie. Na południe od niej znajduje się mocno wyniesiony teren, ciągnący się od północno-zachodniego do południowo-wschodniego krańca wyspy. Szczególnie wyniesiona jest część w pobliżu fiordów, gdzie znajdują się dwa najwyższe szczyty Svínoy – Havnartindur (587 m n.p.m.) i nienazwany, ale występujący na mapach szczyt o wysokości 551 m n.p.m.. Teren opada tam w kierunku południowym i południowo-wschodnim, by ponownie zacząć się wznosić po przejściu przez kolejną głęboko wciętą dolinę Yvir á Dal. Wzniesienia w południowej części przekraczają 420 m n.p.m., a ich szczytami są: Múlin (442 m n.p.m.) i Sandhálsar (430 m n.p.m.), a w centralnej części znajduje się Knúkur (463 m n.p.m.). Obszar leżący na południe od Svínoyareiði przecinają liczne krótkie, ale głęboko wcięte doliny rzeczne.
Sieć hydrograficzna wyspy składa się z wielu krótkich rzek spływających wyżłobionymi przez siebie dolinami do Morza Norweskiego. Największą z nich jest Stóra, która ma długość nieprzekraczającą 2,5 km. Wypływa ona ze stoków gór położonych w północnej części wyspy, a następnie spływa ku północy, a później północnemu wschodowi na teren miejscowości Svínoy, gdzie zmienia bieg na wschodni. Ma ona kilka lewostronnych dopływów. Na wyspie znajduje się kilka niewielkich jezior znajdujących się głównie w południowej części, na małych wypłaszczeniach.
Wokół wyspy znajduje się 13 szkierów i większych skał. Wybrzeże wyspy jest wysokie, często klifowe, w centralnej części występuje wybrzeże niskie zarówno po wschodniej, jak i zachodniej stronie. Jest tam także jedna bardzo wąska zatoka o wysokich brzegach, wcinająca się głęboko w ląd, którą mieszkańcy wyspy nazwali Hoyskora Gjógv. Nazwa gjógv w języku farerskim oznacza taki właśnie charakterystyczny typ zatoki.
Svínoy, podobnie jak pozostałe wyspy archipelagu ma pochodzenie wulkaniczne. Jest ona zbudowana głównie z bazaltów, które uwalniane były przez szczeliny ok. 50 000 – 60 000 BP. Na powierzchni wyspy odnaleźć można tak zwaną górną serię bazaltową, związaną z najpóźniejszymi wylewami magmy w obrębie archipelagu. Pod nią znajduje się kolejna seria bazaltowa, a niżej serie: tufów i oglomerałów nieregularnych intruzji, węglowa oraz dolna seria bazaltowa, związana z pierwszymi wylewami magmy na powierzchnię ziemi. Budowa taka dowodzi, że po okresie systematycznego wypływania ciekłych skał bazaltowych na powierzchnię miejsce miał długi okres przerwy, podczas którego mogła się rozwinąć roślinność (seria węglowa ma ok. 10 m miąższości), która później zniszczona została przez działanie wulkanów. W obrębie wyspy można znaleźć także liczne dajki.
Wyspy Owcze w czasie ostatniego zlodowacenia niemal w całości pokryte były przez lodowce. Najbliższe z czterech centrów zlodowacenia, z których radialnie rozchodziły się jęzory lodowcowe była wyspa Viðoy. W obrębie Svínoy powstały wówczas liczne formy związane z działalnością lodowca, szczególnie zaś widoczne są szerokie doliny U-kształtne. Formy te ulegały następnie przeobrażeniom w okresie peryglacjalnym.

## Historia
Według Sagi o Wyspach Owczych (Færeyinga Saga) wyspa była zamieszkiwana już od czasów średniowiecznych. Jednym z pierwszych osadników miał być Bjarni, zarządzający później okolicznymi terenami. Wiking ten był spokrewniony ze znanym z historii dotyczącej początków chrystianizacji archipelagu, Tróndurem í Gøtu. Podczas prac związanych z rozbiórką starego kościoła w Svínoy w roku 1828 odnaleziono kamienny nagrobek z wyrzeźbionym krzyżem. Pochodzi on z czasów średniowiecznych i, choć nie ma na to naukowych dowodów, utożsamiany jest z miejscem pochówku Bjarniego. Po wybudowaniu nowego kościoła kamień umieszczono w jego wnętrzu. 
Nazwa Svínoy oznacza dosłownie Wyspa Świń i jest prawdopodobnie związana z hodowlą tych zwierząt przez osadników wikińskich. Wśród mieszkańców Wysp Owczych krąży legenda dotycząca tej nazwy. Mieszkańcy wsi Viðareiði na wyspie Viðoy mieli maciorę, która co roku miała młode, mimo iż w okolicy nie było żadnego knura. Świnia znikała czasem ze wsi, dlatego postanowiono zawiesić na jej ogonie pęk kluczy. Dzięki temu ludzie mogli śledzić zwierzę, które pewnego dnia wskoczyło do wody i zaczęło płynąć w stronę południowego wschodu. Mieszkańcy wsi podążyli za nią i już niedługo odkryli wyłaniającą się z mgły dryfującą wyspę zamieszkałą przez wiele świń. Kiedy tylko żelazo z ogona wiejskiej wsi znalazło się na lądzie zatrzymał się on i został na zawsze przytwierdzony do dna oceanu. 
W okolicach współczesnego kościoła mogło znajdować się we wczesnym średniowieczu miejsce kultu pogańskiego. Świątynie powstawały później wielokrotnie, na co dowodem jest informacja o rozbiórce w roku 1828, jednak prawdopodobnie były one niszczone wskutek trudnych na Wyspach Owczych warunkach klimatycznych. Obecny budynek pochodzi z roku 1878. 
W roku 1860 wyspę zamieszkiwało 90 mieszkańców, a ich liczba wzrastała, na co dowodem są wyniki spisu ludności z roku 1911, kiedy mieszkać tam miało 187 ludzi. Rosnąca liczba ludności spowodowała, że wzrosło zapotrzebowanie na edukację młodzieży, w odpowiedzi, na które w roku 1888 powstała szkoła, której istnienie dokumentuje mapa topograficzna Wysp Owczych wydana w roku 1900 w skali 1:20 000. Istnienie szkoły potwierdzają także późniejsze dokumenty, jednak według nich miała ona według nich powstać w latach 30. XX wieku. 
Urząd pocztowy powstał 1 października 1918 roku. Pocztę transportowano od tamtej pory łodzią z Klaksvík, gdzie wcześniej mieszkańcy Svínoy mogli odbierać i nadawać swoje przesyłki. Urząd pocztowy istnieje nadal, ale jest otwarty jedynie przez godzinę w trzy dni tygodnia. Trzy lata później liczba mieszkańców miejscowości wyniosła 204 osoby. 
W roku 1932 na wyspie powstała niezależna gmina Svínoyar kommuna, która odłączyła się od powstałej w 1908 roku w wyniku podziału Norðoya Prestagjalds kommuna gminy Viðareiðis, Fugloyar og Svínoyar kommuna. 
W roku 1960 liczba mieszkańców spadła do 146, a kolejne lata przyniosły dalsze zmniejszanie populacji. Sześć lat później mieszkało tam 117 osób, w 1970 109, 91 kolejne siedem lat później, wreszcie 68 w roku 1983. Do 1988 liczba mieszkańców zmniejszyła się do 58 i zaczęła od tamtej pory nieznacznie wzrastać do 68 osób w roku 1994. Trzy lata później liczba dzieci w szkole, która wyniosła 98, była wyższa niż populacja wyspy. Od roku 1994 liczba ludności wahała się między 59 a 73 osobami do roku 2003, kiedy zaczęła drastycznie maleć, by w roku 2013 osiągnąć poziom 31 ludzi. 
1 stycznia 2009 roku gmina Svínoyar kommuna weszła w skład Klaksvíkar kommuna. 
W przeszłości, w dolinie Yvir á Dal, w północnej części wyspy wydobywano torf.

## Ludność i transport
Wszyscy mieszkańcy Svínoy zamieszkują miejscowość o tej samej nazwie, której główna część znajduje się na wschodnim wybrzeżu wyspy, w dolinie Svínoyareiði. Dawniej liczba mieszkańców przekraczała nawet 200 osób, ale obecnie mieszka tam jedynie 31 ludzi. Mieszkańcy Svínoy to Farerczycy, ludność zamieszkująca Wyspy Owcze od czasów wypraw wikingów. Większość stałych mieszkańców stanowią obecnie mężczyźni (21). Ludzie zamieszkujący Svínoy to głównie osoby w wieku powyżej czterdziestu lat, a ostatnie dziecko urodziło się tam w roku 2005. Główną przyczyną zmniejszania się liczby ludności wyspy jest emigracja.
Na Svínoy znajduje się tylko jedna droga asfaltowa łącząca przystań po zachodniej stronie wyspy z miejscowością. Prócz niej istnieje także kilka dróg gruntowych wychodzących z wsi, a w samej osadzie znajduje się kilka ulic. Przystań na wyspie jest portem, do którego regularnie przybywają promy Strandfaraskip Landsins, lokalnego przewoźnika. Są to promy linii 58, pokonujące trasę między Hvannasund, Svínoy, Kirkja i Hattarvík dwa lub trzy razy dziennie (w zależności od pory roku). Raz dziennie w miejscowości ląduje też pasażerski helikopter.